# Tiocianat de potassi
El tiocianat de potassi és un compost inorgànic, del grup de les sals, que està constituït per anions tiocianat {\displaystyle {\ce {SCN-}}} i cations potassi (1+) {\displaystyle {\ce {K+}}}, la qual fórmula química és {\displaystyle {\ce {KSCN}}}. S'empra en agricultura com a fungicida.

## Propietats
El tiocianat de potassi es presenta en forma de cristalls incolors o blancs, amb una densitat d'1,9 g/cm³ i un punt de fusió de 173 °C. És un compost higroscòpic i molt soluble en aigua. Es descompon si se'l escalfa a 500 °C.

## Aplicacions
S'utilitza com a part d'un sistema biològic amb enzims per al control de diverses malalties fúngiques, especialment la floridura de tomàquets, pebrots dolços, cogombres, albergínies i maduixes.
En química analítica s'empra com a valorant de l'argent en el mètode de Volhard per a la determinació de clorurs en dissolució. Una quantitat coneguda d'excés de solució de nitrat d'argent {\displaystyle {\ce {AgNO3}}}reacciona amb el clorurs en solució. Quan tot el clorur es converteix en clorur d'argent {\displaystyle {\ce {AgCl}}}, el nitrat d'argent en excés es determina per titulació posterior amb una solució estàndard de tiocianat de potassi formant-se el tiocianat d'argent {\displaystyle {\ce {AgSCN}}}. Després que tot l'argent s'hagi consumit en la reacció amb el tiocianat, el següent excés de tiocianat reacciona amb l'indicador de sulfat d'amoni i ferro(III) i dona un color vermell provocat per la formació del complex de tiocianats de ferro {\displaystyle {\ce {FeSCN^2+}}}.